# 孫瑴
孫瑴（？—？），字子雙，又稱雙甫，自號賁居士。明代南郡華容（今湖南華容縣）人。
高祖父孫繼芳，曾祖父孫宜，祖父孫斯億，父親孫羽侯，四代皆能詩文。孫瑴是孫羽侯的次子，生卒年均不詳，與兄孫穀、弟孫慤有“三珠”之譽。孫瑴好讀書，閉戶著述，並利用家中舊藏輯出大量緯書佚文。崇禎十一年（1638年）尚在世。著有《古微書》三十六卷。